# Go Flex
"Go Flex" é uma canção do rapper e cantor norte-americano Post Malone, gravada para seu álbum de estreia, Stoney (2016). Foi lançada em 21 de abril de 2016 pela Republic Records como terceiro single do álbum.

## Videoclipe
O videoclipe da canção estreou em 28 de abril de 2016 no canal no YouTube de Malone. O vídeo apresenta uma aparição especial de Lia Marie Johnson.

## Posições nas tabelas musicais

### Tabelas semanais
| Tabela musical (2016–18)                     | Melhor posição |
| -------------------------------------------- | -------------- |
| Canadá (Canadian Hot 100)                    | 74             |
| Chéquia (Singles Digitál Top 100)            | 82             |
| Eslováquia (Singles Digitál Top 100)         | 63             |
| Estados Unidos (Billboard Hot 100)           | 76             |
| Estados Unidos (Billboard R&B/Hip-Hop Songs) | 30             |
| Estados Unidos (Billboard Rhythmic)          | 29             |
| Filipinas (Philippine Hot 100)               | 61             |
| Irlanda (IRMA)                               | 63             |
| Portugal (AFP)                               | 58             |
| Reino Unido (UK Singles Chart)               | 100            |
| Suécia (Sverigetopplistan)                   | 54             |

### Tabelas de fim-de-ano
| Tabela musical (2019) | Posição |
| --------------------- | ------- |
| Portugal (AFP)        | 578     |